# Dominique Joseph Vandamme
Dominique Joseph René Vandamme, hrabě z Unebourgu, event. někdy též Van Damme, (5. listopadu 1770 Cassel, departement Nord; Francie – 15. července 1830, tamtéž) byl francouzský generál v době prvního císařství.

## Život
Vandamme byl synem chirurga z Casselu. Na přímluvu maršála Birona, vévody de Lauzun, byl přijat na elitní École militaire v Paříži, ale školu opustil. Vstoupil do armády roku 1788 jako prostý voják koloniálního pluku. Po výcviku pak 2. února 1789 nastoupil v přístavu Lorient na palubu lodi L'Uranie, která jej transportovala na ostrov Martinique (31. března 1789). Po vypuknutí Francouzské revoluce, nadšen revolučními ideály se vrátil zpět do Francie. V roce 1792 založil jednotku dobrovolníků, která nesla název Chasseurs du Mont-Cassel, kterou vedl a díky svým organizačním schopnostem ji i sebe v jejím čele proslavil. Příkře stoupal k výšinám pařížské společnosti, ve které byl pověstný svou dokonale padnoucí elegantní uniformou. Jako velitel praporu bojoval roku 1793 na belgické frontě a účastnil se bitvy u Handschoote (8. září 1793). Za statečnost v bitvě se stal 27. září 1793 již brigádním generálem. Roku 1796 velel brigádě Duhesmovy divize u Rýnské armády a roku 1799 jako divizní generál velel levému křídlu armády bojující na Dunaji a po neshodách s generálem Moreauem byl převelen do Holandska pod velení generála Bruna. S ním pak bojoval v bitvě u Bergenu (19. září 1799). V letech 1800 až 1801 bojoval na horním Rýnu a obdržel velení nad 16. divizí (Vandammova divize). Roku 1805 se účastnil tažení proti třetí koalici. Během bitvy u Slavkova (2. prosince 1805) Vandammova divize jako součást Soultova IV. sboru mistrovsky realizovala rozhodující útok na střed nepřátelské fronty (tzv. Lví skok) a dobyla návrší Staré vinohrady (zatímco divize Saint-Hilaira dobyla Prace). Po bitvě byl však Vandamme vyšetřován pro nezákonné obohacování a drancování a následně byl odeslán zpět do Francie. Z té doby pochází Napoleonův výrok: „…s Vandammem jsou samé potíže, kdybych měl dva Vandammy, dal bych jednoho zastřelit, ale jelikož mám jen jednoho, rád si ho ponechám“.
V letech 1806 až 1807 velel divizi, později samostatnému sboru, s kterým obsadil Slezsko. Za to byl roku 1808 povýšen do šlechtického stavu s titulem hrabě z Unebourgu. Do roku 1809 zůstal vojenským velitelem Slezska. Roku 1809 velel divizi württemberské armády a účastnil se bitev u Abensbergu (19. dubna 1809), Landshutu (20. dubna 1809), Eckmühlu (22. dubna 1809) a Wagramu (5. a 6. července 1809), kde byl i raněn. Tentýž rok byl jmenován generálním inspektorem francouzské kavalerie. Během ruského tažení roku 1812 velel vestfálské armádě, ale pro spory s králem Jérômem a pro podporu rabování byl 6. srpna 1812 z velení odvolán. Roku 1813 byl velitelem ve Vestfálsku a Dolním Sasku.

Byl proslulý nesmírnou odvahou, histrionstvím, nevázaným způsobem života, tvrdostí až brutalitou, zanedbáváním disciplíny, neúctou k majetku v obsazených zemích a stal se, spolu s jinými veliteli (Lepicem, Lasallem, Muratem aj.), do jisté míry bájnou postavou armády. Po bitvě u Drážďan – 26. a 27. srpna 1813 – byl Vandamme Napoleonem pověřen úkolem pronásledovat s 30 000 muži poraženou armádu spojenců do Čech. Byl však u Chlumce (29. a 30. srpna 1813) zaskočen Rusy (generál Ostermann-Tolstoj) a po boji, kdy část armády se probojovala zpět k Velké armádě, byl Vandamme nucen se s 10 000 muži a 81 kanóny vzdát.

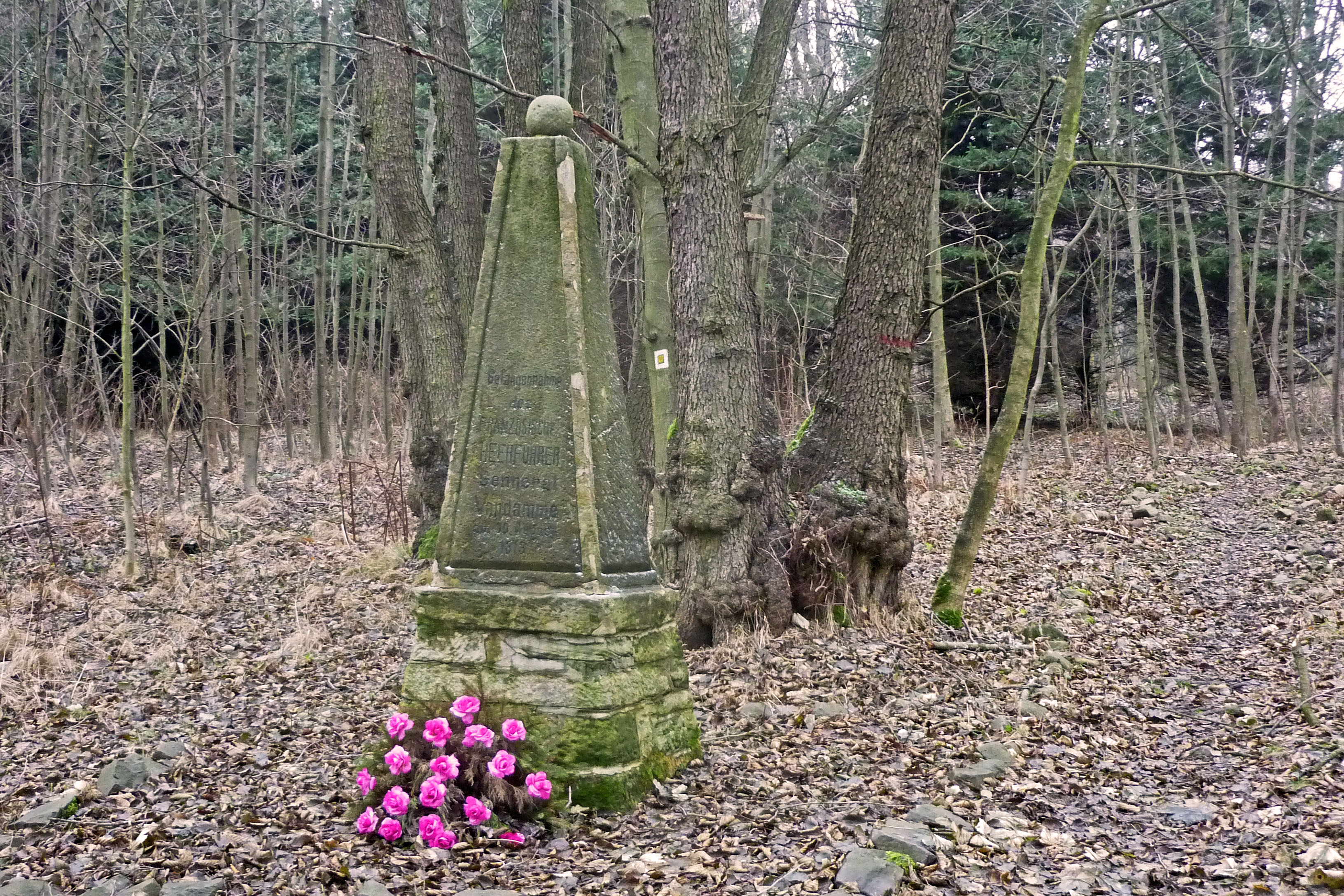
Pomník v místě zajetí u Žandova

 Po zajetí byl přiveden k caru Alexandrovi a následně se odehrála proslulá strašná scéna, kdy car zhurta Vandammovi do tváře vmetl nadávky jako lupič a násilník a Vandamme silným hlasem zcela klidně odpověděl „ano, jsem násilník a loupežník, ale nikdy v životě jsem si nepotřísnil ruce krví vlastního otce!!!“ (narážka na to, že Alexandr nastoupil na trůn po zavraždění svého otce, které sice asi přímo neorganizoval, ale patrně o jeho přípravách věděl). Bledý třesoucí se car nechal zajatce odvést a transportovat až na sibiřské hranice[zdroj?] do Kazaně. Smyšlená historka z Marbotových pamětí neodpovídá realitě tolik jako dobové zprávy o spílání generálovi a snaze ho napadnout v českých městech, jimiž byl zajatec vezen.
Po pádu Napoleona se vrátil Vandamme přes Rigu zpět do Francie a během Sta dnů byl Napoleonem jmenován pairem a obdržel velení nad 3. sborem, podléhaje velení maršála Grouchyho. Bojoval v bitvě u Ligny (16. června 1815) a poté s Grouchym u Wavre (18. června 1815) porazil Prusy (generál Thielmann), zatímco hlavní část armády krvácela u Waterloo. Po druhé restauraci byl generál Vandamme jedním z četných důstojníků, které postihlo nařízení z 12. ledna 1816 a byl nucen opustit Francii. Žil krátce v Bruselu, pak v USA a teprve 1. ledna 1825 se vrátil do Francie, kde pobýval ve svém rodném městě. Tam též zemřel. Jeho jméno je vyryto na Vítězném oblouku.